# America the Beautiful
America The Beautiful é uma canção escrita em forma de poema em 1893 por Katherine Lee Bates e publicada pela primeira vez em 1895 e mais tarde virou música, sem uma data exata conhecida. A melodia baseada em Materna foi composta por Samuel Augustus Ward e publicada pela primeira vez em 1888.
Vários artistas a gravaram durante todo o século XX, entre eles Ray Charles, Frank Sinatra em 1945 e Elvis Presley. Elvis a cantou em alguns espetáculos durante os anos de 1975 a 1977 e lançou em single no ano de 77 com My Way no "lado A". A gravação foi realizada em Las Vegas no dia 13 de dezembro de 1975. Na versão de Elvis os arranjos são creditados a ele próprio.